# Тендык (Северо-Казахстанская область)
Тендык (каз. Теңдік) — исчезнувшее село в районе имени Габита Мусрепова Северо-Казахстанской области Казахстана. Входило в состав Гаршинского сельского округа. Село Тендик (Рыбинка) упразднено в 2008 году.

## География
Располагалось на левом берегу реки Акканбурлык, в 14 км к северо-западу от села Гаршино.

## История
Село с неустоявшимся названием. В разные периоды значилось под названием Тендик и Рыбинка. В итогах переписи 1999 г. значится как Рыбинка, а в постановление об упразднении — Тендык (Рыбинка).

## Население
По данным переписи 1989 года в селе Рыбинка проживало 194 человека, в основном казахи.
В 1999 году население села составляло 191 человек (105 мужчин и 86 женщин).